# Susanne Grundke
Susanne Grundke (* 28. September 1971 in Schönebeck) ist eine deutsche Pflegewissenschaftlerin, Pflegepädagogin, Hochschullehrerin und Mitglied der Fachkommission nach dem Pflegeberufegesetz.  

## Leben
Susanne Grundke absolvierte eine Ausbildung zur Pflegefachkraft mit dem Schwerpunkt Gerontopsychiatrie. Bis 1998 arbeitete sie als solche und qualifizierte sich zusätzlich als Praxisanleiterin. Zwischen 1998 und 2004 studierte sie Soziologie, Pädagogik und Psychologie an der Otto-von-Guericke-Universität Magdeburg. Sie beendete das Studium mit dem akademischen Grad einer Magister Artium (M.A.). Von 1999 bis 2000 studierte sie Psychologie an der Armstrong Atlantic State University in Savannah, Georgia, USA. Zu diesem Studienaufenthalt in den USA gehörte auch ein Praktikum im dortigen Frauenhaus. Von 2008 bis 2012 war Grundke wissenschaftliche Mitarbeiterin an der Sektion Allgemeinmedizin der Martin-Luther-Universität Halle-Wittenberg. Sie promovierte in Magdeburg zur Thematik der Professionalisierungs- und Deprofessionalisierungstendenzen in der stationären Altenpflege bei Fritz Schütze und Johann Behrens. Die Promotion wurde 2012 abgeschlossen. Im Jahr 2012 erfolgte ein Ruf an die Hochschule für Technik und Wirtschaft des Saarlandes. Hier war Grundke bis 2021 Studiengangsleitung im Modellstudiengang Pflege Bachelor of Science. 2021 erfolgte erneut ein Ruf auf die Professur für Pflegewissenschaft und klinische Pflege, diesmal an die Ernst-Abbe-Hochschule Jena.
Grundke ist Mitglied der Deutschen Gesellschaft für Pflegewissenschaft in der Sektion Hochschulische Pflegebildung sowie in der Leitlinienkommission. Sie ist zudem Mitglied der Bundesdekanekonferenz Pflegewissenschaft.

### Berufung Fachkommission Pflegeberufegesetz
Im Oktober 2024 erfolgte die Berufung in die (Folge-) Fachkommission nach dem Pflegeberufegesetz. Die Fachkommission nach dem Pflegeberufegesetz wurde 2018 von der deutschen  Bundesregierung eingesetzt und entwickelt seit dieser Zeit im Auftrag des Bundesministeriums für Gesundheit und des Bundesministeriums für Familie, Senioren, Frauen und Jugend Lehr- und Ausbildungspläne für Auszubildende in den Pflegeberufen. Die Laufzeit beträgt jeweils fünf Jahre. Die Neubesetzung der Fachkommission erfolgte 2024.

## Forschungsschwerpunkte
Grundke ist Beisitzerin im Vorstand der Deutschen Diabetesgesellschaft. Von 2020 bis 2023 war sie beteiligt am Aufbau der Nationalen Diabetes-Surveillance am Robert Koch Institut. Sie arbeitet in der Deutschen Gesellschaft für Allgemeinmedizin (DEGAM), Sektion Versorgungsforschung, in der Arbeitsgruppe Diabetes Mellitus. 

## Publikationen
- Susanne Grundke (2012): Professionalisierungs- und Deprofessionalisierungstendenzen in der stationären Altenpflege. Eine handlungs- und biografieanalytische Untersuchung. Otto-von-Guericke-Universität Magdeburg Dissertation
- Susanne Grundke & Andreas Klement (2016): Pflegebedürftigkeit: Beratung – Betreuung – Zusammenarbeit. Mainz: Kirchheim+Co GmbH Inhaltsverzeichnis
- Susanne Grundke (2021): Pflegeplanung bei Diabetes Mellitus im Alter. In: Pflegezeitschrift, Band 74, Nr. 11. Stuttgart: Kohlhammer: 24–27
- Susanne Grundke (2024): Patienten mit Diabetes im Alter gemeinsam versorgen. In: Heilberufe, Band 76, Nr. 5. Berlin/Heidelberg: Springer 34–36